# Wolman-Krankheit
Die Wolman-Krankheit, auch Wolman-Syndrom oder Morbus Wolman genannt, ist eine äußerst seltene autosomal-rezessiv vererbte lysosomale Speicherkrankheit.

## Ätiologie und Genetik
Ein Defekt im Enzym lysosomale saure Lipase (LAL = lysosomal acid lipase) führt bei den betroffenen Patienten zu einer Anreicherung (Speicherung) von Cholesterol-Estern und Triglyceriden. Das Gen, das für die saure Lipase kodiert, liegt auf Chromosom 10 Genlocus q23.2–23.3. Es besteht aus zehn Exons. Nonsense- und Missense-Mutationen, sowie Frameshifts und das Auslassen von Exons, können zu einem Funktionsverlust des Genproduktes LAL führen.
Da durch den Funktionsverlust der lysosomalen sauren Lipase keine Lipide aus dem Lysosom in das Zytoplasma gelangen können, ist der Regelkreis für die Regulation der intrazellulären Cholesterol-Konzentration unterbrochen. Die niedrige Konzentration an intrazellulärem Cholesterol führt wiederum zu einem Hochregulieren der endogenen Synthese von Cholesterol und der LDL Rezeptoraktivität. Das Lysosom nimmt das endozytierte Cholesterol auf. Durch die endogene Cholesterolsynthese werden die Zellen mit Cholesterol überladen, wodurch sich Lipidvakuolen bilden. Diese bewirken einen Funktionsverlust der Zellen, eine Fibrosierung und letztlich den Zelltod.
Bei der milder verlaufenden, ebenfalls äußerst seltenen, Cholesterinester-Speicherkrankheit (CESD) ist dagegen noch eine Restaktivität der lysosomalen sauren Lipase vorhanden. Diese Restaktivität ist bei der CESD ausreichend, um den Cholesterol-Ester-Abbau – Ausnahme: in der Leber – weitgehend zu bewerkstelligen. Die Erstbeschreibung der CESD geschah durch den amerikanischen Physiologen Fredrickson 1963.
Der Gendefekt wird autosomal-rezessiv vererbt. Zwischen Genotyp und Phänotyp bestehen Zusammenhänge.

## Symptomatik
Die Symptome sind bereits in den ersten Lebenstagen vorhanden. Dies sind gastrointestinale Beschwerden (Erbrechen und Durchfall), geblähter Leib, Atrophie und Anämie,  sowie eine vergrößerte Leber und Milz (Hepatosplenomegalie). Häufig sind die Transaminasen, Cholesterin und LDL erhöht.
Die Patienten haben durch Nekrosen vergrößerte und verkalkte Nebennieren.

## Prävalenz  und Prognose
Die Wolman-Krankheit ist äußerst selten. Die Prävalenz wird auf 1:700.000 geschätzt. Sie führt üblicherweise bereits in früher Kindheit, meist schon im Alter von drei bis sechs Monaten, in jedem Fall im ersten Lebensjahr, zum Tod.

## Therapie
Es gibt inzwischen eine seit 2015 in Deutschland zugelassene spezifische Enzymersatztherapie (Sebelipase alfa, Handelsname: KANUMA). Diese erfolgt als Infusion alle 2 Wochen, lebenslang. Die Behandlung erfolgt daher nicht mehr rein symptomatisch, beispielsweise durch die Gabe von HMG-CoA-Reduktase-Hemmern, Inhibitoren der Cholesterin- oder der Apolipoprotein-B-Synthese.
Verschiedene klinische Programme haben in den  letzten Jahren erfolgreich zur Entwicklung von Enzym-Ersatz-Therapien für verschiedene lysosomale Speicherkrankheiten geführt.  Das betroffene Enzym wird regelmäßig von extern zugeführt und kann die Symptomatik umkehren oder mindern.
Erste klinische Studien zur Entwicklung einer Enzym-Ersatz-Therapie für die  lysosmale saure Lipase (LAL) sind etabliert und rekrutieren weltweit Patienten.

## Erstbeschreibung
Die Wolman-Krankheit wurde erstmals 1961 von dem israelischen Neuropathologen Moshe Wolman (1914–2009) beschrieben. Er ist der Namensgeber der Krankheit.